# Robyn Gayle
Robyn Gayle, född den 31 oktober 1985 i Toronto, Ontario, är en kanadensisk fotbollsspelare som tog OS-brons i damfotbollsturneringen vid de olympiska fotbollsturneringarna 2012 i London. 